# Retsopgøret i Norge efter 2. verdenskrig
Retsopgøret i Norge efter 2. verdenskrig (norsk: Det norske landssvikoppgjøret) var et retsligt opgør med medlemmer af det nationalsocialistiske parti Nasjonal Samling (NS) og tyskernes medhjælpere i Norge efter 2. verdenskrig.
Retsopgøret i Norge adskiller sig fra andre lande ved sin store bredde og sine milde straffe. Eksilregeringen i London havde forberedt sagerne fra og med 1941, hvor de første provisoriske anordninger blev udarbejdet. I 1942 kom den centrale forordning om, at medlemskab af National Samling (NS) – hvor 60.000 nordmænd var medlemmer i krigens løb – i sig selv var strafbart. Endvidere blev al slags bistand til fjenden – økonomisk, moralsk, militær – defineret som strafbar, med det resultat at anklagemyndigheden gik i gang med efterforskning af omkring 100.000 personer efter krigen.

## Baggrund
Over hele Europa var der i løbet af krigen blevet opbygget et had i dele af befolkningenrne mod nationalsocialisterne og deres medhjælpere. I de berørte lande blev de, som havde samarbejdet med tyskerne, retsforfulgt efter krigen.
I Tyskland arrangerede de allierede et særskilt tribunal, Nürnberg-processen, som skulle dømme tyske krigsforbrydere.
Et fællestræk ved retsopgørene i de forskellige lande var, at straffeudmålingerne i løbet af processen blev mildere efterhånden som krigen kom på afstand, og stemningen blev mildere. Retsopgøret i Norge blev imidlertid det mest omfattende i Vesteuropa. Det ses ud fra, hvor stor andel af befolkningen, som blev straffedømt og tabte borgerlige rettigheder. I Norge drejede det sig om hele 2 pct., mod Danmark 0,3 pct., Belgien 1,2 pct., Nederland 1 pct., Frankrig 0,25 pct. og Østrig 0,2 pct. 

## Gennemførelse
De første forberedelser til et retsopgør blev foretaget af London-regeringen. Senere skete det meste på initiativ af hjemmefrontledelsen. Arrestationer af mistænkte begyndte 9. maj 1945 efter lister som hjemmefronten og de norske myndigheder havde sat op. I alt blev 28750 arresteret, og allerede i juli 1945 var 14000 fængslet, fordelt på 200 lejre. Den første dom blev afsagt 15. juli 1945.

### Retsgrundlag
- Landsforæderanordningen var udformet af regeringen i London i december 1944 og udgjorde det retskraftige grundlag til Stortinget i 1947 lavede en særskilt lov om landsforræderi. Ca. 92000 sager. Medlemskab i Nasjonal Samling efter 9. april 1940 blev regnet som landsforræderi.
- Erstatningsdirektoratet (1945–1952): NS-medlemmer skulle have kollektivt ansvar. Mere end 62000 sager for domstolene med bødeforlæg, krav om 300 millioner i inddragelse i alt, bøder ol. ledet af Jens Chr. Hauge. Nedlagt 1952.
- Krigsforbrydersager: Mod tyske krigsforbrydere.
- Dødsstraf: I fred afviklet i 1902, men efter den militære straffelov kunne dødsstraf idømmes og gennemføres i krig. I 1942 kom regeringen i London med to anordninger som udvidet adgangen til at bruge dødsstraf, blandt andet efter krigens slutning. Senere kom flere forordninger, som blandt andet tillod dødsstraf mod udenlandske krigsforbrydere. I juni 1945 gav Stortinget sin tilslutning mod seks stemmer.[3]

## Kritik
Retsopgøret var omstridt i samtiden og er også kritiseret i eftertiden. Det gælder særlig spørgsmålet om kollektiv skyld. Mange mener, at retsopgøret blev for lemfældigt, og at for mange deriblandt økonomiske forbrydere slap for let. At man fik bøder og blev stemplet som landsforræder for at være passivt medlem i NS har også vakt opsigt. Dertil blev norske sygeplejersker, der havde arbejdet som Røde Kors-søstre, dømt for landsforræderi, deriblandt den kendte SV-politiker Hanna Kvanmo.

## Resultat
Resultatet i de sager, der blev efterforsket.
|                                 | Landsforræderi | Krigsforbrydelser |
| ------------------------------- | -------------- | ----------------- |
| Dømt til døden                  | 30             | 15                |
| Dømt til frihedsstraf           | 17.000         | 66                |
| Dømt til anden straf            | 3.450          | 0                 |
| Betinget frihedsstraf           | 3.120          | 0                 |
| Betinget straf af anden form    | 25.180         | 0                 |
| Frifundet ved endelig dom       | 1.375          | 5                 |
| Undladelse af anklage           | 5.500          | 0                 |
| Henlagt efter bevisets stilling | 37.150         | 261               |
| I alt                           | 92.805         | 342               |

- Borgerlige rettigheder – dom medførte også tab af borgerlige rettigheder, også stemmeretten, normalt for ti år. Alle NS-medlemmer blev frataget rettigheder fra sensommeren 1945 uanset om de var sigtet eller ej, det havde den sideeffekten at de ikke kunne stemme ved valget samme år. 6,5% af de stemmeberettigede, 2% af befolkningen.
- Erstatningssager – Tilsammen 62.000 sager ble behandlet, med krav fra domstolenes side om næsten 300 mio. norske kr. i bøder, inddragninger og erstatninger.
- Tyskerarbejdere – 100–200.000 nordmænd havde arbejdet hos tyskerne under krigen. Det blev ikke regnet som kriminelt, erstatningsdirektoratet havde flere sager til vurdering.
- Frontkæmpere (4.894) dømt for landssvigt, ikke for gerninger i tysk tjeneste.
- Passive og ubeskrevne NS-medlemmer slap stort set med påtale.
- Henrettelser – 25 nordmænd, 10 fra Rinnanbanden, 11 tyskere og en dansker. Den sidste dødsstraf i august 1948, de fire sidste af oprindelig 80 livstidsfanger blev benådet i oktober 1957.
- Amnesti 1948 – lov om løsladelse på prøve når halvdelen af straffen var afsonet, undtaget – økonomiske landssvigter, torturbødler og personer dømt til mere end otte års fængsel.

I tillæg til dette retsopgør var der et til dels kraftig, uformelt opgør som gik ud over det, som mange havde haft samkvem eller samarbejdet med tyskerne.

## Personer henrettet i Norge efter krigen

### Personer dømt for landsforræderi
- Olav Aspheim, statspolitimand, henrettet 9. marts 1948, Akershus fæstning, Oslo
- Per Fredrik Bergeen, medlem af Rinnanbanden, henrettet 12. juli 1947, Kristiansten fæstning, Trondheim
- Hermann Eduard Franz Dragass, henrettet 10. juli 1948, Kristiansten fæstning, Trondheim
- Einar Olav Christianen Dønnum, statspolitimand, henrettet 22. april 1947, Akershus fæstning, Oslo
- Hans Birger Egeberg, medlem ad Rinnanbanden, henrettet 4. oktober 1945, Kristiansten fæstning, Trondheim
- Harald Grøtte, medlem af Rinnanbanden, henrettet 12. juli 1947, Kristiansten fæstning, Trondheim
- Alfred Josef Gärtner, henrettet 8. august 1946, Sverresborg fæstning, Bergen
- Albert Viljam Hagelin, henrettet 25. maj 1946, Akershus fæstning, Oslo
- Olaus Salberg Peter Hamrun, medlem af Rinnanbanden, henrettet 12. juli 1947, Kristiansten fæstning, Trondheim
- Harry Arnfinn Hofstad, medlem af Rinnanbanden, henrettet 12. juli 1947, Kristiansten fæstning, Trondheim
- Reidar Haaland, statspolitimand, henrettet 17. august 1945, Akershus fæstning, Oslo
- Bjarne Konrad Jenshus, medlem af Rinnanbanden, henrettet 12. juli 1947, Kristiansten fæstning, Trondheim
- Johny Alf Larsen, henrettet 29. maj 1947, Bremnes fort, Bodø
- Aksel Julius Mære, medlem af Rinnanbanden, henrettet 12. juli 1947, Kristiansten fæstning, Trondheim
- Hans Jakob Skaar Pedersen, statspolitimand, henrettet 30. marts 1946, Sverresborg fæstning, Bergen
- Eilif Rye Pisani, henrettet 2. april 1947, Kvarven fort, Bergen
- Vidkun Quisling, henrettet 24. oktober 1945, Akershus fæstning, Oslo
- Kristian Johan Randal, medlem af Rinnanbanden, henrettet 12. juli 1947, Kristiansten fæstning, Trondheim
- Henry Rinnan, leder af Rinnanbanden, henrettet 1. februar 1947, Kristiansten fæstning, Trondheim
- Max Emil Gustav Rook, henrettet 5. juni 1946, Sverresborg fæstning, Bergen
- Harry Aleksander Rønning, medlem af Rinnanbanden, henrettet 12. juli 1947, Kristiansten fæstning, Trondheim

- Ragnar Skancke, henrettet 28. august 1948, Akershus fæstning, Oslo, er samtidig den sidste nordmand, der er blevet henrettet i Norge.
- Arne Braa Saatvedt, statspolitimand, henrettet 20. oktober 1945, Akershus fæstning, Oslo
- Holger Tou, statspolitimand, henrettet 30. januar 1947, Sverresborg fæstning, Bergen
- Ole Wehus, statspolitimand, henrettet 10. marts 1947, Akershus fæstning, Oslo

### Personer dømt for krigsforbrydelser
- Richard Wilhelm Hermann Bruns, henrettet 20. september 1947, Akershus fæstning, Oslo
- Siegfried Wolfgang Fehmer, henrettet 16. marts 1948, Akershus fæstning, Oslo
- Gerhard Friedrich Ernst Flesch, henrettet 28. februar 1948, Kristiansten fæstning, Trondheim
- Nils Peter Bernhard Hjelmbjerg, (dansker) henrettet 8. august 1946, Sverresborg fæstning, Bergen
- Willi August Kesting, henrettet 8. august 1946, Sverresborg fæstning, Bergen
- Karl-Hans Hermann Klinge, henrettet 28. marts 1946, Akershus fæstning, Oslo
- Emil Hugo Friedrich Koeber, henrettet 22. marts 1947, Kristiansten fæstning, Trondheim
- Julius Hans Christian Nielson, henrettet 10. juli 1948, Kristiansten fæstning, Trondheim
- Ludwig Runzheimer, henrettet 6. juli 1946, Sverresborg fæstning, Bergen
- Rudolf Theodor Adolf Schubert, henrettet 20. september 1947, Akershus fæstning, Oslo
- August Stuckmann, henrettet 28. marts 1947, Akershus fæstning, Oslo
- Otto Wilhelm Albert Suhr, henrettet 10. januar 1948, Akershus fæstning, Oslo

### Internettet
- Landssvikarkivet 1945 Arkiveret 18. august 2011 hos  Wayback Machine – «Domsarkivet», dokumenterne fra alle sager, som blev behandlet under retsopgøret (norsk)
- Om rettsoppgjøret etter krigen i Levende Historie Arkiveret 4. maj 2006 hos  Wayback Machine – Artikel af professor Hans Fredrik Dahl (norsk)
- Nrk.no: Bakgrunn: 60 år siden Quisling ble henrettet (norsk)
- Dagbladet-kronikk om rettsoppgjøret (norsk)
- Bergens Tidende: Her ble syv mann skutt (norsk)
- Landssvikoppgjøret med NS-prestene (norsk)
- Norsk krigsleksikon om retsopgøret Arkiveret 18. februar 2003 hos  hos Archive.is (norsk)
- Oversigt over juridiske artikler om retsopgøret Arkiveret 27. august 2006 hos  Wayback Machine (norsk)
- Å overkomme fortiden: Rettsoppgjøret etter 1945 Arkiveret 30. august 2006 hos  Wayback Machine (norsk)
- Opgøret med frontkjemperne Arkiveret 20. juni 2006 hos  Wayback Machine – Retsopgøret med de norske frontkjemperne. (norsk)
- Landssvikoppgjørets fengsler og fangeleirer (nedlastbart pdf-dokument) (norsk)